# الدوري الإيطالي الدرجة الثالثة 2016–17
الدوري الإيطالي الدرجة الثالثة 2016–17 (بالإيطالية: Lega Pro 2016-2017)‏ هو الموسم 3 من الدوري الإيطالي الدرجة الثالثة. أقيم خلال الفترة 2016 وحتى 2017، وكان عدد الأندية المشاركة فيه 60، وفاز فيه نادي كريمونيسي.